# Oddone Frangipane
Pour les articles homonymes, voir Frangipane (homonymie).
Oddone Frangipane (nommé aussi Oddo ou Otto, en latin : Odo Frajapanis) est un seigneur et un militaire italien au service de la papauté au XIIe siècle.

## Biographie
Fils de Léon et petit-fils de Cencio II de la famille des Frangipani, Oddone Frangipane avait un autre frère appelé Cencio. Au milieu du XIIe siècle, il était à Rome l'aristocrate le plus influent. Sa carrière avait commencé vers 1130. Il soutint les papes légitimes et s'opposa aux Gibelins et à leur Sénat.
Sa famille avait acquis d'une façon ou d'une autre la forteresse de Tusculum de Ptolémée II avant décembre 1152, quand il vendit ses droits sur Tusculum au Pape Eugène III.
En 1155, il participa au nom d'Adrien IV aux négociations avec Frédéric Barberousse.
En 1156, il était à Bénévent pour accepter la soumission au pape de Guillaume Ier de Sicile. Cette soumission fut suivie de la confirmation du Traité de Bénévent. Après l'élection pontificale du 7 septembre 1159, Oddone écrivit à Louis VII de France pour l’exhorter à soutenir Alexandre III. Quand ce dernier eut été arrêté par les partisans de l'antipape Victor IV soutenu par l’empereur, ce fut Oddone qui le libéra et le plaça en sureté en Campanie.
Oddone reprit la direction militaire de la ville de Rome pendant l'absence d'Alexandre et même ensuite. Son fils Léon fut capturé dans une bataille contre les troupes de l'empereur en 1167 et lui-même conduisit la plus grande armée de citoyens romains depuis l’époque de l'Empire romain à la bataille de Monte Porzio, où il fut vaincu par Christian Ier, archevêque de Mayence.
Au printemps 1170, Oddone se remaria à une femme appelée Eudoxie, une princesse byzantine. Il eut d’elle un fils nommé Emmanuel. Il mourut peu de temps après.